# Цвинтарный, Яков Герасимович
Яков Герасимович Цвинтарный (24 октября 1904,  с. Хотень, Харьковская губерния, Российская империя — 12 августа 1944,  Миньский повят, Мазовецкое воеводство, Польша) — советский военачальник, полковник (1944).

## Биография
Родился 24 октября 1904 года в селе Хотень, ныне одноименный посёлок в Сумском районе, Сумской области,  Украины. Был женат, имел двоих детей (старшего сына и дочь). 

### Военная служба

#### Межвоенные годы
10 сентября 1925 года добровольно поступил в Сумскую пехотную школу УВО, после ее расформирования в конце сентября 1927 года переведен в Одесскую пехотную школу. 1 сентября 1928 года окончил ее, удостоен звания командир РККА и назначен командиром взвода в 68-й стрелковый Ахтырский полк УВО в городе Ахтырка. В январе 1930 года переведен в город Харьков на должность командира взвода 60-й стрелковой роты местных войск. С августа 1931 года проходил службу в 240-м стрелковом полку этого же округа в городе Ворошиловград (Луганск), занимал должности командира взвода, помощника командира и командира роты, помощником командира батальона, командира роты боевого обеспечения, помощника начальника штаба полка. В ноябре 1938 года зачислен слушателем на хозяйственный факультет Военно-хозяйственной академии РККА им. В. М. Молотова. Член ВКП(б) с 1938 года. 
В ходе Советско-финляндской войны 1939-1940 гг. капитан Цвинтарный был командирован в продовольственный отдел штаба 14-й армии Северо-Западного фронта. В конце декабря 1939 года в трудных условиях (отсутствие складских помещений, брезентов, незначительное количество личного состава и другие) занимался организацией продовольственно-фуражной базы в Салми-Ярви. В феврале 1940 года приказом по 14-й армии он был назначен начальником 2-го (складского) отделения продовольственного отдела штаба армии, в этой должности оказывал реальную помощь в работе головного продсклада. В марте приказом Военного совета армии назначен председателем комиссии по проверке состояния военно-хозяйственной службы в частях армии. После окончания боевых действий продолжил обучение в Интендантской академии Красной армии им. В. М. Молотова на интендантском факультете. В мае 1941 года окончил академию и был назначен помощником командира по снабжению 537-го стрелкового полка 160-й стрелковой дивизии МВО, дислоцировавшейся в Гороховецких лагерях.

#### Великая Отечественная война
С началом  войны в той же должности. 28 июня 1941 года дивизия убыла на фронт и в середине июля вошла в состав 13-й армии Западного фронта. В ходе Смоленского сражения во второй половине июля — начале августа 1941 года она вела тяжелые бои в окружении, отходя в направлении городов Гомель, Пропойск, после выхода находилась в резерве Центрального и Брянского фронтов. В сентябре — октябре 1941 года дивизия в составе Брянского фронта участвовала в Орловско-Брянской оборонительной операции. Затем ее части в составе войск 13-й армии Брянского, а с ноября — 40-й армии Юго-Западного фронтов вели оборонительные бои на реке Тим, в январе 1942 года участвовали в наступательных боях в направлении города Щигры. 
В феврале 1942 года майор  Цвинтарный был назначен помощником начальника штаба по тылу 148-й стрелковой дивизии 13-й армии Брянского фронта, затем и. д. начальника штаба этой дивизии. В июне — июле 1942 года ее части принимали участие в Воронежско-Ворошиловградской оборонительной операции. В начале октября он был назначен командиром полка 143-й стрелковой дивизии. С середины октября и. д. начальника штаба, а с середины декабря — заместителя командира этой дивизии. Участвовал в Воронежско-Касторненской наступательной операции, затем в составе той же армии Центрального фронта — в Курской битве, Орловской, Черниговско-Припятской наступательных, Киевских наступательной  и оборонительной, Житомирской и Ровно-Луцкой наступательных операциях. В период с 5 по 20 марта 1944 года части дивизии в составе 47-й армии 2-го Белорусского фронта форсировали реки Стырь, Стоход, Турья, продвинулись на запад до 100 км, обошли город Ковель с северо-запада, перерезали ж. д. Ковель — Львов и шоссейную дорогу Ковель — Брест и к утру 18 марта соединились с частями 260-й стрелковой дивизии 77-го стрелкового корпуса, тем самым завершив окружение ковельской группировки противника. В марте — апреле они вели бои с подходящими резервами противника (Полесская наступательная операция).  
С 5 мая 1944 года полковник Цвинтарный вступил в командование 132-й стрелковой дивизии 77-го стрелкового корпуса 47-й армии 1-го Белорусского фронта. До начала июля дивизия находилась в обороне на рубеже Ковель, шоссе Ковель — Брест. Летом ее части в составе 129-го стрелкового корпуса этой же армии участвовали в Белорусской наступательной операции. За успешное выполнение заданий командования в боях при освобождении города Ковеля дивизия была награждена орденом Красного Знамени. С 19 июля она в том же боевом составе приняла участие в Люблин-Брестской наступательной операции, в ходе которой прошла с боями до 200 км, форсировала реку Западный Буг и преследовала противника на варшавском направлении. В этих боях 12 августа 1944 года полковник  Цвинтарный погиб в бою. Похоронен в городе Миньск-Мазовецки (Польша).  
За время войны комдив Цвинтарный  был  один  раз персонально упомянут в благодарственном в приказе Верховного Главнокомандующего.

## Награды
- орден Красного Знамени (25.08.1944)[5]
- орден Отечественной войны I степени (24.11.1943)[6]
- два ордена Красной Звезды (01.08.1943[7], 03.11.1944[8][9])
- медаль «За отвагу» (27.11.1942)[10]

Приказы (благодарности) Верховного Главнокомандующего в которых отмечен Я. Г. Цвинтарный.
- За овладение важным опорным пунктом обороны немцев и крупным железнодорожным узлом – городом Ковель. 6 июля 1944 года. № 131.